# Pierrefitte, Corrèze
Pierrefitte är en kommun i departementet Corrèze i regionen Nouvelle-Aquitaine i de centrala delarna av Frankrike. Kommunen ligger  i kantonen Seilhac som tillhör arrondissementet Tulle. År 2022 hade Pierrefitte 93 invånare.

## Befolkningsutveckling
Antalet invånare i kommunen Pierrefitte
Referens:INSEE